# 헬무트 제모
헬무트 제모는 미국 마블 코믹스에 등장하는 가공인물로, 캡틴 아메리카와 어벤저스의 숙적으로 등장한다. 하인리히 제모 남작의 아들이다. 그는 캡틴 아메리카 #18에 처음 등장했으며, 로이 토머스, 토니 이사벨라, 살 부스케마가 헬무트 제모를 창작했다. 마블 시네마틱 유니버스에서는 다니엘 브륄이 헬무트 제모를 연기했다. 그는 2016년 영화 캡틴 아메리카: 시빌 워와 디즈니+ 시리즈인 팔콘과 윈터 솔져에 출연했다. 2009년 헬무트 제모는 IGN'의 사상 최악의 악당 중 40위에 선정되었다.